# Томашувек (Лодзинське воєводство)
Томашувек (пол. Tomaszówek) — село в Польщі, у гміні Славно Опочинського повіту Лодзинського воєводства.
Населення — 201 особа (2011).
У 1975-1998 роках село належало до Пйотрковського воєводства.

## Демографія
Демографічна структура станом на 31 березня 2011 року:
|          | Загалом | Допрацездатний вік | Працездатний вік | Постпрацездатний вік |
| -------- | ------- | ------------------ | ---------------- | -------------------- |
| Чоловіки | 99      | 18                 | 69               | 12                   |
| Жінки    | 102     | 22                 | 53               | 27                   |
| Разом    | 201     | 40                 | 122              | 39                   |